# 学校法人岩谷学園
学校法人岩谷学園（がっこうほうじんいわたにがくえん）は、神奈川県横浜市西区平沼にある学園で、西区平沼で専修学校事業、都筑区で幼児教育を展開し、法人本部は西区平沼にある。横浜市西区の専修学校エリアは横浜駅東口から徒歩圏内の利便性の高い立地にあり、横浜市都筑区の幼児教育エリアは港北ニュータウンの自然や閑静な住宅地に囲まれた立地にある。建学の精神は、我が学園は、教育を通して「努力心」「誠実心」「独立心」を養い、平和社会の建設に貢献する人間を教育することを使命とする。1945年（昭和20年）に設立された実践経理研究協会が前身。

## 沿革
- 1945年（昭和20年） 創業者の岩谷朝吉(故人)が、実践経理研究協会を設立
- 1950年（昭和25年） 川崎簿記珠算学校 設立
- 1971年（昭和46年） 学校法人岩谷学園 設立
- 1976年（昭和51年） 学校教育法に基づく専門学校の認可を受け、川崎簿記専門学校となる
- 1976年（昭和51年） 経理研究所を横浜駅西口に開設
- 1980年（昭和55年） 横浜駅東口に横浜簿記専門学校を開設
- 1992年（平成4年）　川崎簿記専門学校を岩谷学園高等専修学校に名称変更
- 1998年（平成10年） 岩谷学園附属エクレス幼稚園開園
- 2000年（平成12年） 横浜簿記専門学校を横浜簿記テクノビジネス専門学校に校名変更
- 2004年（平成16年） 横浜簿記テクノビジネス専門学校を岩谷学園テクノビジネス専門学校と岩谷学園アーティスティックＢ専門学校に分割
- 2004年（平成17年） ペアレントサポートセンター エクレス子供の家（認可保育園）開園
- 2004年（平成17年） プライベートルーム エクレスフィア（認可外保育施設）開園
- 2011年（平成24年） エクレスすみれ保育室（横浜保育室）開園
- 2011年（平成24年） 岩谷学園附属エクレス幼稚園とペアレントサポートセンターエクレス子どもの家が認定こども園エクレスへ移行
- 2012年（平成25年） 岩谷学園アーティスティックＢ専門学校を岩谷学園アーティスティックＢ横浜美容専門学校に校名変更
- 2012年（平成25年） 岩谷学園テクノビジネス専門学校に教育・社会福祉専門課程保育士養成科の設置が認められる
- 2013年（平成26年） 岩谷学園テクノビジネス専門学校を岩谷学園テクノビジネス横浜保育専門学校に校名変更
- 2014年（平成27年） 認定こども園エクレスが新制度の認定こども園に移行
- 2016年（平成28年） エクレスすみれ保育室（横浜保育室）をエクレスすみれ保育園（認可保育園）に移行
- 2017年（平成29年） CIDESCO認定サロン Beauty Therapy AI YOKOHAMAを開設
- 2018年（平成30年） 就労移行支援事業所 I ビリーブ横浜を開設
- 2020年（令和2年）プライベートルーム エクレスフィア（認可外保育施設）を閉園。認定こども園エクレスのプレ保育に移行
- 2021年（令和3年）北海道中標津町に岩谷学園ひがし北海道日本語学校を開校
- 2022年（令和4年）岩谷学園アーティスティックＢ横浜美容専門学校トータルビューティー科が職業実践専門課程の認定を受ける
- 2024年（令和6年）岩谷学園テクノビジネス横浜保育専門学校 保育士養成科を学科廃止し、岩谷学園よこはまITビジネス専門学校に校名変更。北海道中標津町に岩谷学園ひがし北海道IT専門学校を開校

## 所在地
- 神奈川県横浜市西区平沼1-38-19 岩谷学園 5号館

## 専修教育事業
- 岩谷学園アーティスティックB横浜美容専門学校
- 岩谷学園テクノビジネス横浜保育専門学校
- 岩谷学園高等専修学校
- 岩谷学園ひがし北海道日本語学校

## 幼児教育事業
- 認定こども園エクレス
- エクレスフィア
- エクレスすみれ保育園